# Ian Dunn
Ian Campbell Dunn (1 de mayo de 1943 - 10 de marzo de 1998) fue un activista escocés que defendió los derechos de las personas homosexuales y la pedofilia.Fundó The Scottish Minorities Group (luego conocido como Outright Scotland), una de las primeras organizaciones británicas por los derechos homosexuales, y participó en la creación del primer periódico gay en Gran Bretaña, Gay News. Además, Dunn fue editor de la revista Gay Scotlandy cofundador del Paedophile Information Exchange.

## Primeros años
Ian Dunn nació en 1943 en Glasgow, Escocia, hijo de Donald y Audrey Dunn. Estudió en la Hillhead High School de esa ciudad. Trabajó como meteorólogo en el Met Office.Más adelante, se trasladó a Edimburgo para estudiar urbanismo en la Universidad Heriot Watt, aunque no terminó la carrera. A pesar de ello, trabajó en el departamento de urbanismo de la ciudad.

## Activismo

### Activismo por los derechos de los homosexuales
En enero de 1969, Dunn fundó el Scottish Minorities Group, cuya primera reunión tuvo lugar en la casa de sus padres en Glasgow. Su activismo inicial surgió porque las reformas de 1967 sobre las relaciones homosexuales solo aplicaban en Inglaterra y Gales, dejando las relaciones homosexuales ilegales en Escocia. Dunn fue clave en la lucha por la legalización de estas relaciones en Escocia y, junto a otros dos activistas, llevó el caso ante el Tribunal Europeo de Derechos Humanos. Finalmente, en 1980, las reformas de 1967 se extendieron a Escocia.
El Scottish Minorities Group posteriormente cambió su nombre a Outright Scotland, organización que Dunn también llegó a liderar.
En 1972, Dunn colaboró en el lanzamiento de Gay News, el primer periódico dedicado a la comunidad gay en Gran Bretaña.
En 1974, junto a Derek Ogg, Dunn organizó en Edimburgo el Congreso Internacional de Derechos de los Homosexuales, que fue la primera conferencia internacional sobre derechos homosexuales tras la Segunda Guerra Mundial. Este evento resultó en la creación de la Asociación Internacional de Lesbianas y Gays.
En 1974, Dunn también estableció el Centro Comunitario Gay y Lésbico de Edimburgo.
En 1976, Dunn copresentó un documental televisivo de la BBC centrado en los derechos de las personas homosexuales.

### Política
Dunn formó parte del Partido Laborista y fue activista sindical en Nalgo y UNISON. Intentó postularse como candidato a concejal local por el Partido Laborista, pero fue rechazado tras salir a la luz su activismo pedófilo en los medios. Más adelante, Dunn volvió al Partido Laborista y presentó su candidatura para el nuevo Parlamento escocés.

### Paedophile Information Exchange
En 1974, Dunn fue cofundador del Paedophile Information Exchange (PIE), una organización que buscaba legalizar las relaciones sexuales entre adultos y menores, además de fomentar la aceptación y comprensión de dichas relaciones. Dunn fue visto como una figura influyente dentro de esta campaña, aunque él negó ser pedófilo.
Dunn permitió que su domicilio en Edimburgo fuera usado como dirección de contacto para la revista teórica sobre pedofilia Minor Problems,la cual había sido expulsada de su servicio de correo anterior.Fue denunciado en la portada del Sunday Mail. Aunque presentó una demanda contra el periódico, luego decidió retirarla.
Diversos líderes importantes del PIE fueron arrestados en 1984, y poco tiempo después la organización fue disuelta.
Dunn coordinó y fomentó encuentros abiertamente a favor de la pedofilia en Glasgow y Edimburgo. Con relación a esto, afirmó: «No soy de esos homosexuales que se enfadan o se ponen nerviosos cuando se habla del amor entre hombres y niños».
En enero de 2007, cuando se hizo público que Dunn, en cuyo honor se había nombrado el Premio Conmemorativo Ian Dunn, fue cofundador del PIE, la política demócrata liberal escocesa y lesbiana Margaret Smith amenazó con devolver el premio que recibió en 2004 a menos que se cambiara el nombre del galardón. Ella afirmó: «Desconocía completamente las acusaciones cuando acepté el premio y estoy muy disgustada. Por supuesto, condeno firmemente la pedofilia y a cualquiera que la apoye». Además, Patrick Harvie, diputado bisexual del Partido Verde Escocés y galardonado en 2003, también sugirió que se modificara el nombre del premio.Desde entonces, el Premio Conmemorativo Ian Dunn ya no aparece en la página oficial de Terrence Higgins Trust Scotland, que hasta 2007 estuvo a cargo de su administración.

En 1998, el activista británico por los derechos LGBT+ Peter Tatchell escribió un obituario para Dunn en The Independent.Sin embargo, al descubrir posteriormente la participación de Dunn en actividades pro-pedófilas, Tatchell expresó su rechazo:
Ni yo ni la mayoría de la gente sabía del vínculo de Dunn [con Paedophile Information Exchange] en aquel momento. Solo lo supe muchos años después de escribir su obituario. No lo habría escrito de haber sabido de su trabajo en el PIE.
En una entrevista de 2020 con el medio irlandés Gript Media, Tatchell condenó al PIE, describiéndolo como "repugnante":
Condeno sin reservas el abuso sexual infantil, la violación de niños y las relaciones sexuales entre adultos y menores. Es abominable, totalmente incorrecto e inaceptable. Los responsables deberían ser encarcelados. Nunca he tolerado la pedofilia. No hay ninguna circunstancia en la que sea aceptable que los adultos tengan relaciones sexuales con menores.

Reitero mi opinión de que las relaciones sexuales con menores son despreciables y siempre incorrectas, incluso si otras personas documentan sociedades donde estas relaciones son aceptables y se consideran positivas. Están profundamente equivocados y son conniventes con el abuso sexual infantil.

## Muerte y legado
Dunn residía en Broughton, Edimburgo,y falleció a causa de un ataque cardíaco en la misma ciudad el 10 de marzo de 1998.Su pareja, Ross Watt, le sobrevivió.
El funeral de Dunn tuvo lugar el 18 de marzo de 1998 en la iglesia de Mansfield Place, en Edimburgo.Un joven presente en la ceremonia afirmó que Dunn lo había agredido sexualmente cuando tenía 15 años y señaló que había asistido "para asegurarse de que estuviera muerto".
La Biblioteca Nacional de Escocia, ubicada en Edimburgo, conserva un archivo de correspondencia y documentos relacionados con Dunn.En 2018, la biblioteca organizó una exposición sobre su vida y legado, que fue retirada tras un informe de The Times que reveló su activismo en favor de los derechos de los pedófilos.